# باشگاه فوتبال خیر وحدت
باشگاه فوتبال خیر وحدت (تاجیکی: Хайр) یک باشگاه فوتبال در شهر وحدت، تاجیکستان است که از سال ۲۰۱۰ در لیگ عالی تاجیکستان، بازی کرده‌است.

## تاریخ
شریف نظروف در ۱۷ مارس ۲۰۱۶ به عنوان مدیر باشگاه منصوب شد.

### تاریخچه
| فصل  | لیگ   | لیگ   | لیگ  | لیگ   | لیگ | لیگ | لیگ  | لیگ  | لیگ | جام تاجیکستان  | بهترین گلزن    | بهترین گلزن | مدیر                                     |
| فصل  | تقسیم | عکس   | پی‌آی | دبلیو | د   | ل   | جی‌اس | جی‌ای | پ   | جام تاجیکستان  | نام            | لیگ         | مدیر                                     |
| ---- | ----- | ----- | ---- | ----- | --- | --- | ---- | ---- | --- | -------------- | -------------- | ----------- | ---------------------------------------- |
| ۲۰۱۰ | یکم   | چهارم | ۳۲   | ۱۶    | ۶   | ۱۰  | ۵۹   | ۴۲   | ۵۴  |                |                |             | طاهرجان مؤمنوف                           |
| ۲۰۱۱ | یکم   | پنجم  | ۴۰   | ۱۷    | ۳   | ۲۰  | ۶۱   | ۵۹   | ۵۴  |                |                |             | طاهرجان مؤمنوف                           |
| ۲۰۱۲ | یکم   | چهارم | ۲۴   | ۱۶    | ۴   | ۴   | ۴۵   | ۲۷   | ۵۲  | یک چهارم نهایی |                |             | طاهرجان مؤمنوف یوسف عبدالله‌اف            |
| ۲۰۱۳ | یکم   | ۳     | ۱۸   | ۹     | ۷   | ۲   | ۲۶   | ۱۴   | ۳۴  |                |                |             | یوسف عبدالله‌اف رستم خواجه‌اف              |
| ۲۰۱۴ | یکم   | ۲     | ۱۸   | ۱۱    | ۲   | ۵   | ۲۷   | ۱۷   | ۳۵  |                |                |             | رستم خواجه‌اف پیوتر کاچورا طاهرجان مؤمنوف |
| ۲۰۱۵ | یکم   | ۵     | ۱۸   | ۸     | ۵   | ۵   | ۲۱   | ۲۶   | ۲۹  | ۱۶ آخر         | محسن‌جان پارپیف | ۴           |                                          |
| ۲۰۱۶ | یکم   | ۵     | ۱۸   | ۸     | ۵   | ۵   | ۲۹   | ۲۵   | ۲۹  | یک چهارم نهایی | آگبلی جونز     | ۸           |                                          |

### تاریخ قاره
| فصل  | رقابت   | مرحله       | باشگاه     | نتیجه |
| ---- | ------- | ----------- | ---------- | ----- |
| ۲۰۱۵ | جام AFC | دور مقدماتی | شیخ راسل   | ۱–0   |
| ۲۰۱۵ | جام AFC | پلی آف      | سلام زغرتا | ۰–۳   |

## مدیران
- طاهرجان مؤمنوف (۲۰۱۰–۲۰۱۲)[۶]
- یوسف عبدالله‌یف (۲۰۱۲–۲۰۱۳)[۷]
- رستم خواجه‌اف (۲۰۱۳–۲۰۱۴)
- پیوتر کاچورا (۲۰۱۴)
- طاهرجان مؤمنوف (۲۰۱۴–)